# Mikołaj Biegański
Mikołaj Biegański (ur. 5 kwietnia 2002 w Częstochowie) – polski piłkarz grający na pozycji bramkarza w polskim klubie Widzew Łódź.

## Kariera
Pierwszymi klubami w karierze piłkarskiej były Raków i Skra, gdzie trenował od 2012 roku. Jako senior zadebiutował w 2017 roku w pierwszej drużynie Skry, grającej wówczas w III lidze. W sezonie 2020/2021 wystąpił w 32 meczach II ligi, przyczyniając się do awansu klubu do I ligi.
Przed sezonem 2021/22 przeszedł do Wisły Kraków. 31 lipca 2021 roku zadebiutował w rozgrywkach Ekstraklasy w zremisowanym 2:2 meczu z Bruk-Bet Termalica Nieciecza.
W latach 2016–2017 wystąpił w 3 meczach Reprezentacji Polski U-16, a w latach 2018–2019 w 7 meczach Reprezentacji Polski U-17.

## Sukcesy

### Klubowe

#### Skra Częstochowa
- 6 miejsce II ligi i zwycięstwo w barażach o I ligę: 2020/2021